# Группа советских военных специалистов в Испании
Группа советских военных специалистов в Испании — советские военные специалисты, которые во время Гражданской войны в Испании (1936—1939 годы) были направлены на помощь республиканскому правительству. Прибытие советских специалистов в Испанию началось в октябре 1936 года. Официально советская сторона отрицала присутствие советских военных в Испании. Впервые о присутствии в стране советских военных было сообщено радиостанцией города Севилья в декабре 1936 года. 10 декабря 1936 года газета «Известия» вышла с официальным материалом, отрицающим факт присутствия советских военных, такая же политика замалчивания долгое время продолжалась и в дальнейшем.
Переброской специалистов из Советского Союза в Испанию занималось отделение «X» Разведывательного управления НКО. Использовались, в основном, два пути — сушей через Францию (по железной дороге через Варшаву, Берлин, Париж или Швейцарию) и морем до Картахены. Небольшое количество советских военных специалистов попадало в Испанию через Балканские государства или через Африку. Они снабжались документами прикрытия: «нансеновскими паспортами» или паспортами европейских государств (Скандинавских стран, Швейцарии, Латвии, Литвы, Эстонии, Польши, Финляндии). Некоторым советникам, выезжавшим в Испанию, оформлялись визы как дипломатическим курьерам и сотрудникам полпредства, торгпредства и генерального консульства в Барселоне.
Главными военными советниками при республиканской армии были Я. К. Берзин (1936—1937), Г. М. Штерн (1937—1938) и К. М. Качанов (1938—1939). Военные советники также работали при Генеральном штабе республиканской армии, при командующих фронтами, командирах дивизий и полков, на флоте. Подготовкой диверсионных групп занимался военный советник И. Г. Старинов («товарищ Рудольфо»). Были также инженеры-специалисты по вооружению, которые были включены в штат заводов, производивших оружие и занимавшихся сборкой истребителей по советским лицензиям. Общее число советских военных советников, по подсчётам Ю. Рыбалкина, составило около 600 человек.
Кроме военных советников, в Испании действовали советские военные специалисты, которые непосредственно участвовали в боевых действиях.
За всё время войны в Испанию было послано по одним данным 1811 специалистов, в числе которых было 772 авиатора, 351 танкист, 222 общевойсковых советника и инструктора, 77 военных моряков, более 150 различных других военных специалистов, 130 рабочих и инженеров авиационных заводов, 156 связистов, 204 переводчика. При этом одновременно в Испании никогда не находилось более 600—800 советских советников и специалистов. Погибли в боях 127 советских советников и специалистов, умерли от ран — 11, пропали без вести — 32, 19 человек погибли при несчастных случаях.
По другим данным, в Испанию было направлено 2 084 советских военных специалиста и советника, из них 125 погибли и 41 пропал без вести.
59 советских советников и специалистов были удостоены звания Героя Советского Союза. В том числе:
35 лётчиков, 21 танкист, 2 моряка-подводника и два военных советника: Я. В. Смушкевич и пехотинец А. И. Родимцев. Среди Героев было 39 русских, 7 украинцев, 5 белорусов, 2 еврея, 2 латыша, 1 мордвин, в том числе эмигрировавшие в Советский Союз болгарин Захарий Захариев, итальянец Примо Джибелли, швейцарец Эрнст Шахт.

## Авиационные специалисты
Первые советские авиационные специалисты прибыли в Испанию в середине сентября 1936 года. В первую группу бомбардировщиков СБ (командир — полковник А. Е. Златоцветов) входили: 31 самолёт, 15 лётчиков, 15 штурманов, 10 стрелков-радистов, 5 мотористов, 15 авиатехников, 1 оружейный мастер, 1 техник по вооружению, 1 укладчик парашютов и 31 рабочий-сборщик с завода № 22. Первая группа истребителей И-15 (40 машин) прибыла в Испанию 28 октября 1936 года. Вскоре к ней добавили истребители И-16 тип 5 (31 самолёт). В общей сложности Советский Союз передал республиканцам 648 самолётов различных типов (И-15, И-16, Р-5 и др.), включая около 93 бомбардировщиков СБ.
Общее командование авиацией советских добровольцев в наиболее тяжелый период обороны Мадрида осуществлял Главный Советник командующего ВВС Республики Я. В. Смушкевич (псевдоним «товарищ Дуглас») — один из лучших командиров авиационных бригад советских ВВС того времени. Его заместителями по истребительной авиации были комкор П. И. Пумпур и начальник штаба полковник Федосеев.
Советником — Главным инженером ВВС республиканской Испании был А. К. Репин, организовавший силами испанских механиков и инженеров ремонт и эксплуатацию советской авиационной техники (И-15 и И-16), а затем в условиях жесточайших и учащающихся бомбардировок противником крупных промышленных центров, таких как Барселона, Валенсия и др., также и производство И-16 в горных туннелях поблизости г. Аликанте. Старшим инженером по вооружению был П. Я. Залесский.
Советские лётчики-добровольцы продолжали участвовать в боевых действиях вплоть до середины октября 1938 года. После этого в Испании продолжали оставаться лишь советские военные советники.
По данным испанского историка Р. Миральеса, на стороне республиканцев сражались 772 советских лётчика, из них 99 погибли. По данным российских архивов, советские потери составили 93 человека лётно-технического состава и авиационных советников.
35 советских лётчиков-добровольцев и военных советников ВВС были удостоены звания Героя Советского Союза.

## Танкисты
Первая группа советских танкистов прибыла в Испанию с танками Т-26 в октябре 1936 г. и состояла из восьмидесяти военнослужащих во главе с комбригом С. М. Кривошеиным. Они должны были подготовить кадры для республиканских танковых частей в только что созданном учебном центре в Арчене. Но обстановка на фронте потребовала участия советских «добровольцев» в сражении за Мадрид ещё до того, как были подготовлены испанские танковые экипажи.
Понесённые в боях потери в конце ноября 1936 г. были восполнены за счёт военнослужащих из состава прибывшей второй группы танкистов. Их командира комбрига Д. Г. Павлова испанское командование назначило командиром первой танковой бригады республиканской армии, которая получила на вооружение танки Т-26. Танки же БТ-5, прибывшие в Испанию летом 1937 г., были использованы для формирования интернационального танкового полка под командованием комбрига С. И. Кондратьева.
С осени 1937 г. все экипажи танков Т-26, а к лету 1938 г. — и танков БТ комплектовались из испанцев. После этого лишь несколько советских танкистов остались в Испании, выполняя обязанности инструкторов и советников в бронетанковых бригадах. СССР поставил республиканцам всего 347 танков.
21 советскому танкисту был присвоено звание Героя Советского Союза:
1. Арман, Поль Матисович
2. Билибин, Кузьма Яковлевич (Погиб 16.03.1937 погиб в бою на Харамском фронте похоронен на Мадридском городском кладбище)
3. Ковров, Федор Кузьмич
4. Кручинин, Владимир Федорович (от 14 марта 1938 года за бой под Фуэнтес-де-Эбро)
5. Куприянов, Павел Емельянович
6. Лапутин, Сергей Яковлевич (от 14 марта 1938 года за бой под Фуэнтес-де-Эбро)
7. Никонов, Алексей Васильевич
8. Новиков, Василий Михайлович
9. Виктор Алексеевич Новиков (в марте 1938 года за бой под Фуэнтес-де-Эбро)
10. Осадчий, Семен Кузьмич
11. Павлов, Дмитрий Григорьевич
12. Петров, Михаил Петрович
13. Погодин, Дмитрий Дмитриевич
14. Селицкий, Николай Александрович
15. Семёнов, Павел Афанасьевич
16. Склезнев, Георгий Михайлович (от 27 июня 1937 года за бой на берегу реки Харама)
17. Цаплин, Павел Алексеевич

## Зенитчики
В ноябре 1936 г. помощь испанским зенитчикам из СССР прибыла группа специалистов ПВО, оказавшая существенную помощь в организации борьбы с авиацией мятежников. До марта 1937 г. из СССР в Испанию было доставлено 243 орудия (в том числе часть зенитных). Первая партия зенитной техники поступила в конце января 1937 года. В Альбасете был сформирован центр по подготовке кадров для зенитной артиллерии республиканской армии. Его возглавил советский полковник Я. А. Тыкин, старший советник по ПВО республиканской Испании. На первом этапе (продолжительностью до шести месяцев) советские зенитчики исполняли обязанности командиров подразделений, а затем они действовали в качестве советников при командирах, назначаемых из числа офицеров-зенитчиков республиканской армии.

## Моряки
Главным советником командующего республиканским флотом был сначала Н. Г. Кузнецов, а затем В. А. Алафузов. С. С. Рамишвили был советником командира базы в Картахене, И. Д. Елисеев был советником командующего флотилией эсминцев республиканского флота.
Командирами испанских подводных лодок были Г. Ю. Кузьмин, Н. П. Египко, И. А. Бурмистров, И. В. Грачёв.

## Память
В Мадриде на городском кладбище есть кенотаф с монументом (авторы скульпторы А. И. Рукавишников и архитектор И. Н. Воскресенский) «Памяти советских добровольцев, 1936—1939» («A la memoria de los voluntarios soviéticos, 1936—1939»). На боковой стороне памятника высечены имена 182 погибших добровольцев, однако список этот не только не полный, но и не точный. Как выяснилось уже после открытия монумента, некоторые из перечисленных в нём советских воинов-интернационалистов не погибли в Испании и вернулись на Родину.